# Дзенателло, Джованни
Джованни Дзенателло (итал. Giovanni Zenatello; 22 февраля 1876, Верона, Италия — 11 февраля 1949, Нью-Йорк, США) — итальянский и американский оперный певец (тенор, начинал как баритон), вокальный педагог и импресарио. Инициатор создания фестиваля «Арена ди Верона».

## Биография
Дебютировал в 1898 году в Венеции, исполнив партию Сильвио в «Паяцах» Леонкавалло. С 1903 года — солист «Ла Скала».
Выступал во многих театрах Италии, много гастролировал, в том числе в России, в сопровождении своей жены, меццо-сопрано Марии Гай. С 1920-х годов жил преимущественно в США.
В 1928 году начинает преподавать вокальное мастерство в школе пения, созданной Гай, а после завершения певческой карьеры в 1933 году создаёт и свою собственную школу. Среди учеников Дзенателло — певица-сопрано Лили Понс.

## Творчество
Дзенателло — первый исполнитель партий Пинкертона в «Мадам Баттерфляй» Пуччини, Василия в «Сибири» Джордано.
Среди наиболее удачных ролей певца — партия Отелло («Отелло» Верди), которую он исполнил на сцене более 500 раз.

## Антрепризы

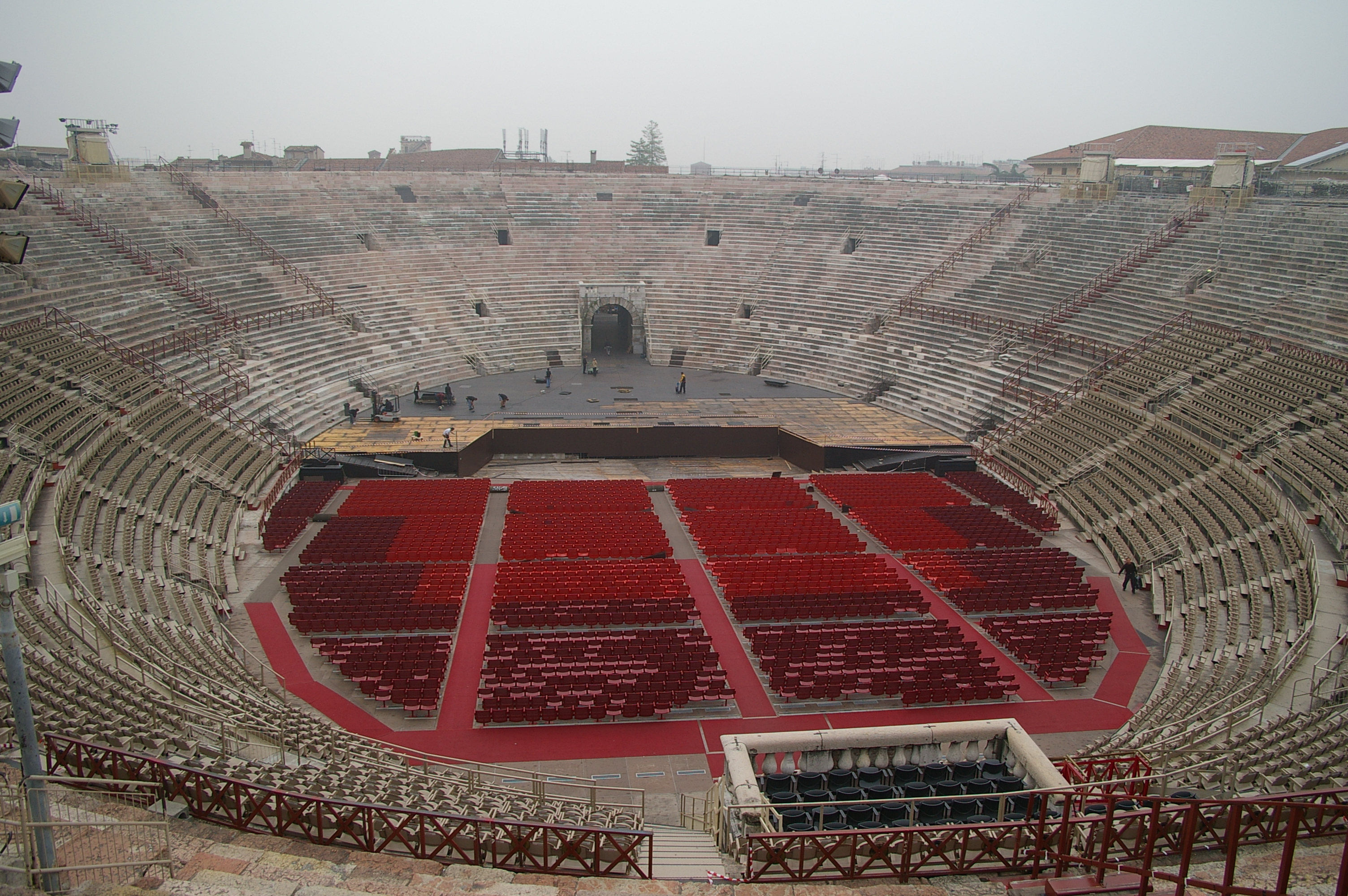
Современный вид амфитеатра в Вероне

В 1913 году Джованни Дзенателло начал активную деятельность как импресарио. По инициативе Дзенателло и его коллеги Оттоне Ровато к столетию Джузеппе Верди организована постановка оперы «Аида» в сохранившемся во времён Древнего Рима амфитеатре города Вероны, который до настоящего времени остаётся крупнейшей оперной площадкой под открытым небом. Дзенателло принял в спектакле непосредственное участие, спев партию Радамеса. Таким образом было положено начало фестивалю «Арена ди Верона», впоследствии проводившемся более 70 раз и ставшем ежегодным.
Как отмечается, Дзенателло одним из первых «открыл» Марию Каллас. В 1947 году импресарио предложил ей партию Джоконды в опере Понкьелли на очередном фестивале в Вероне, что и стало итальянским дебютом певицы.

## Признание
В 1980 году учреждена Международная премия имени Джованни Дзенателло (Premio Zenatello di Verona).